# Montana Moon
Montana Moon és una pel·lícula estatunidenca dirigida per Malcolm St. Clar, estrenada el 1930. És un film previ al codi Hays que toca diversos gèneres: comèdia, drama, musical, i western protagonitzada per Joan Crawford, Johnny Mack Brown, i Ricardo Cortez. La pel·lícula se centra en la relació incipient entre una noia de ciutat i un cowboy rural. La pel·lícula introduïa el concepte del cowboy que canta a la pantalla.
La pel·lícula va ser produïda per la Metro-Goldwyn-Mayer (MGM) (controlada per la Loew Incorporated) amb la frase "es presenta: una producció Malcolm St. Clair".
Distribuïda per la Metro-Goldwyn-Mayer Distributing Corporation (MGM), que va ser estrenada en els cinemes dels EUA el 20 de març de 1930 amb el títol original Montana Moon (el títol de treball era Montana)

## Argument
En el seu viatge de tornada a Montana després d'una temporada a Nova York, la rica Joan Prescott baixa del tren amb la intenció de retornar a la gran ciutat. Llavors coneix Larry, un ben plantat texà i entre els dos sorgeix l'amor. En la seva nit de casament, ella flirteja amb un tipus, Jeff, a qui Larry acaba pegant. Joan, enfadada, decideix agafar el tren i tornar definitivament a Nova York.

## Repartiment
- Joan Crawford: Joan 'Montana' Prescott
- Johnny Mack Brown: Larry Kerrigan (com John Mack Brown)
- Dorothy Sebastian: Elizabeth 'Lizzie' Prescott
- Benny Rubin: Bloom, el doctor
- Cliff Edwards: Froggy
- Ricardo Cortez: Jeffrey 'Jeff' Pelham
- Karl Dane: Hank
- Lloyd Ingraham: M. John Prescott